# Garganta de Platánia
A garganta de Platánia (em grego: Φαράγγι της Πλατάνια) é uma garganta situada nas proximidades da vila cretense de Platánia, no vale Amári, na borda ocidental das montanhas Psilorítis. Famosa entre os aventureiros, a região da garganta é frequentada por várias espécies de pássaros, que a usam para fazer seus ninhos. Além disso, muitas plantas típicas podem ser encontradas ali.
A garganta começa seu percurso nas proximidades da chamada caverna de Pã, uma gruta que recebeu este nome por ser considerada como o local de nascimento do deus grego Pã. Nela há várias decorações murais que se acredita terem sido feitas durante o período minoico, o que implica que possa ter sido um local de culto. Em outra caverna, situada ao longo do percurso da garganta, há uma capela dedicada a Santo Antônio.